# 앤 루더포드
앤 루더포드(Therese Ann Rutherford, 1917년 11월 2일 ~ 2012년 6월 11일)는 미국의 배우이다.

## 영화
- 슬리퍼 앤 더 로즈 (1976년)
- 의혹의 그림자 (1972년)
- 페리 메이슨 (1957년)
- 클라이막스! (1954년)
- 돈 쥬앙의 모험 (1948년)
- 월터의 비밀 인생 (1947년) - 거트루드 그리스월드 역
- 오케스트라 와이브즈 (1942년)
- 라이프 비긴즈 포 앤디 하디 (1941년)
- 앤디 하디의 개인비서 (1941년)
- 앤디 하디 미츠 드뷰탄트 (1940년)
- 오만과 편견 (1940년) - 리디아 베넷 역
- 바람과 함께 사라지다 (1939년)
- 크리스마스 캐롤 (1938년)
- 오브 휴먼 하츠 (1938년)
- 멜로디 트레일 (1935년)